# Gendarmeria Nacional Francesa
La Gendarmeria nacional francesa (Gendarmerie nationale en francès) és una força armada i un cos policial del Ministeri de l'Interior i el Ministeri de Defensa de França.
És una de les quatre parts que componen l'exèrcit francès.
Està encarregada de les missions de policia. Els gendarmes habitualment s'encarreguen de la seguretat de les zones rurals i les periurbanes, mentre que la policia nacional francesa (Police nationale) està encarregada de les zones urbanes. Les dues forces tenen cadascuna una zona de responsabilitat pròpia dita ZGN per la gendarmeria nacional o ZPN per la policia nacional. La ZGN representa al voltant del 50% de la població francesa i el 95% del territori nacional.
La gendarmeria assegura missions diverses específicament:
- les missions judicials: constatació de les infraccions, recerca i interpel·lació dels autors d'infraccions a la llei penal, enquestes judicials;
- les missions administratives: seguretat pública, manteniment de l'ordre, assistència i socors, circulació viària;
- les missions militars: policia militar, gendarmeria prevotal i operacions exteriors.

Des del 2009, el pressupost de la Gendarmeria està integrat en el del ministeri de l'Interior francès.
Els gendarmes francesos tenen l'estatus de militars.
Sainte Geneviève és la patrona dels gendarmes.

## Història
La gendarmerie nationale és l'hereva d'un cos de militars encarregats de l'ordre públic. Aquest cos es va crear el 1373, estan sota les ordres del comtestable de França (connétable de France). Amb el emps es va dir la maréchaussée. El 1536, l'edicte de París precisà les seves missions, especialment la vigilància dels soldats i dels bandits dels camins principals.
El terme de gendarmerie prové de gens d'arme, sinònim d’home d'armes que designava la cavalleria pesant. Amb l'ascens de la cavalleria lleugera, la gendarmerie de France va esdevenir un cos de l'exèrcit (armée) assimilat a la casa militar del rei de França. En 1720, la maréchaussée va ser simbòlicament posada sota l'autoritat administrativa de la gendarmeria de França, cosa que explica que en la data de 16 de febrer de 1791 (després que la gendarmerie de France fos dissolta el primer d'abril de 1788), va ser rebatejada «gendarmerie nationale».